# Джилл Еммерсон
Джилл Еммерсон (англ. Jill Emmerson; нар. 24 липня 1942) — колишня австралійська тенісистка.
Найвищим досягненням на турнірах Великого шолома був фінал в парному розряді.

## Фінали турнірів Великого шолома

### Парний розряд (2 поразки)
| Результат | Рік  | Турнір                                      | Покриття | Партнерка  | Суперниці                          | Рахунок       |
| --------- | ---- | ------------------------------------------- | -------- | ---------- | ---------------------------------- | ------------- |
| Поразка   | 1966 | Чемпіонат Франції                           | Ґрунт    | Фей Тойн   | Маргарет Корт Джуді Тегарт         | 6–4, 1–6, 1–6 |
| Поразка   | 1971 | Відкритий чемпіонат Австралії з тенісу 1971 | Трава    | Леслі Гант | Маргарет Корт Івонн Гулагонг-Коулі | 0–6, 0–6      |